# The Blue Nile
The Blue Nile est un groupe de pop britannique, originaire de Glasgow, en Écosse. Il est fondé au début des années 1980. Sa musique, très atmosphérique, est dominée par les synthétiseurs et la voix du chanteur Paul Buchanan. Le groupe est réputé pour son perfectionnisme et ses relations difficiles avec l'industrie musicale, qui l'ont conduit à ne publier que quatre albums en vingt ans.

## Biographie

### Années 1970–1980
Paul Buchanan et Robert Bell sont des amis d'enfance qui ont grandi à Glasgow. Ils rencontrent Paul Joseph Moore, lui aussi originaire de Glasgow, durant leurs études à l'université de Glasgow, à la fin des années 1970, et les trois amis commencent à jouer de la musique ensemble. Après avoir cherché en vain à recruter un batteur, ils décident de s'en passer et d'avoir recours à une boîte à rythmes. Leur trio doit son nom au livre d'Alan Moorehead The Blue Nile, une histoire de l'exploration du Nil Bleu publiée en 1962.
Le premier 45 tours du groupe, I Love This Life est édité par RSO Records en 1981. La maison de disques fait banqueroute peu après, laissant le groupe sans contrat. Deux ans plus tard, en 1983, ils signent chez Linn Records, un label tout juste lancé par le fabricant de matériel audio Linn Products. L'année suivante paraît le premier album du trio, A Walk Across the Rooftops. Les critiques sont excellentes, mais pas les ventes : il se classe seulement 80ème des ventes. Les deux singles qui en sont tirés, Stay et Tinseltown in the Rain, réalisent également des performances médiocres au hit-parade. The Blue Nile ne donne pas de concert pour promouvoir ces disques.
Après cinq ans d'attente, le deuxième album du groupe, Hats, sort en 1989. Sa longue gestation est due au syndrome de la page blanche dont souffrent les musiciens à cause de la pression que font peser sur eux les attentes de leur maison de disques. Hats reçoit un accueil tout aussi chaleureux que son prédécesseur et se vend beaucoup mieux, avec une 12e place dans le classement des ventes. Il ouvre au trio le chemin des États-Unis, où ils se produisent en première partie de Rickie Lee Jones, une admiratrice de leur musique, en 1990.

### Années 1990–2000
Au début des années 1990, The Blue Nile signe chez Warner Bros. Records et participe aux albums d'autres artistes, comme Robbie Robertson (Storyville, 1991) ou Annie Lennox (Diva, 1992). Le troisième album du groupe, Peace at Last, sort en 1996, après sept années d'attente. Il reçoit un accueil un peu moins enthousiaste que Hats, mais les ventes restent bonnes. Après quelques concerts en 1996-1997, le trio disparaît aux yeux du public. Il ne ressurgit qu'en 2004 pour un quatrième album, High.
Le groupe est inactif depuis cette date. Paul Buchanan et Robert Bell n'ont plus de contacts avec Paul Joseph Moore, qui a exprimé son désir de ne plus travailler avec eux.

### Années 2010
En 2012, Buchanan publie son premier album solo, Mid Air, sur son propre label, Newsroom Records. Les deux premiers albums du trio ont été réédités avec des titres bonus inédits en novembre 2012, suivis de Peace at Last en mars 2014.

## Membres
- Paul Buchanan (né le 16 avril 1956 à Édimbourg) : chant, guitare, claviers
- Robert Bell - basse, claviers
- Paul Joseph Moore - piano, claviers

## Discographie
- 1984 : A Walk Across the Rooftops (Linn)
- 1989 : Hats (Linn)
- 1996 : Peace at Last (Warner Bros.)
- 2004 : High (Sanctuary)